# Ch. Goetz Verlag
Der Ch. Goetz Verlag ist ein 2001 von Christiane Goetz-Weimer in Potsdam gegründeter und seit 2013 in Tegernsee (Stadt) ansässiger Verlag. Seit 2012 gehört er zur Weimer Media Group, die Goetz-Weimer mit ihrem Ehemann Wolfram Weimer gründete. 2016 hatte der Verlag laut Münchner Merkur etwa 50 Publikationen im Programm: Zeitschriften, Sachbücher über Politik, Geschichte und Wirtschaft sowie Belletristik.